# Skirwith
Skirwith is een dorp in het bestuurlijke gebied Eden, in het Engelse graafschap Cumbria. Het maakt deel van de civil parish Culgaith. Het heeft een kerk.